# Гриценко Світлана Павлівна
Світла́на Па́влівна Грице́нко (нар. 6 січня 1973 року, Прибужани) — українська вчена-мовознавець, доктор філологічних наук (2018), професор (2023). Дочка П. Гриценка.

## Біографічні дані
Народилася 6 січня 1973 року в Прибужанах.
У 1995 році закінчила Київський університет, де відтоді й працює на кафедрі загального мовознавства, класичної філології та неоелліністики (до 2016 — кафедра загального мовознавства і класичної філології): 2003—2020 (з перервами) — доцент, 2020—2021 — професор, з 2021 року — завідувач кафедри. 
Водночас викладала в Національному аграрному університеті: 2005—2009 — завідувач кафедри латинської мови і культури професійного спілкування, 2009—2010 — доцент кафедри української, англійської і латинської мов.

## Наукова робота
Вивчає лексикологію, історію мови, еколінгвістику, українську, латинську, литовську мову.
Головний редактор наукового журналу «Вісник Київського національного університету імені Тараса Шевченка. Літературознавство. Мовознавство. Фольклористика». Співавторка «Малого українсько-литовського словника» («Mažasis ukrainiečių-lietuvių kalbų žodynas», Вільнюс, 2022).
Співавторка підручників та посібників з латинської мови, культурології, етики ділового спілкування, перекладних словників ветеринарно-медичних термінів.

### Основні праці
За ЕСУ:
- Лексичні латинізми в українськомовних текстах кін. XVI — XVII ст. — К., 2011;
- Латинська мова в Україні XV — початку XVIII століття. — К., 2014 (співавтор);
- Динаміка лексикону української мови XVI—XVII ст. — К., 2018;
- Dynamics as an immanent language Sign // LOGOS. — 2019. — Vol. 99;
- Локальні маркери в українських пам’ятках офіційно-ділового стилю другої половини XVII– XVIII ст. // Gwary Dziś. — 2020. — T. 12;
- Ecolinguistic Mode in the Language Policy of Ukraine // Sustainable Multilingualism. — 2022. — № 20 (співавтор)[1].